# Кризи
Кри́зи (власна назва хърыцӏаь, азерб. Qrızlar) — невелика етнічна група, що живе у декількох селищах Губинського (азерб. Quba rayonu) і Хачмазького (азерб. Xaçmaz rayonu) районів Азербайджану. Назва народу походить від назви його головного селища Криз (Гриз, азерб. Qrız). У Губинському районі, крім згаданого села, кризи живуть також в аулах Алік (азерб. Əlik), Джек (азерб. Cek) і Гапут (азерб. Haput). В історичній літературі джеки і гапутлинці іноді розглядаються як самостійні народи. Є також поселення кризів на рівнині, переважно в Хачмазькому районі.
Говорять кризькою мовою, що належить до лезгинської групи нахсько-дагестанських мов. Майже всі кризи знають також азербайджанську. Останньою ведеться викладання у школах.
За віросповіданням кризи — мусульмани—суніти.
Головне заняття — тваринництво, переважно вівчарство. Землеробство має другорядне значення. Розвинуті ремесла — виготовлення килимових паласів, шерстяних з візерунками шкарпеток. В рівнинних районах основним заняттям місцевих кризів є садівництво.
Кризькі аули стоять терасами. Особливо тісною забудовою відзначається селище Гапут, будинки в ньому розташовуються уступами один над одним. Вулиць, крім однієї головної, фактично немає. Будинки стоять дуже тісно, так що лишаються тільки вузькі проходи. Селища поділяються на квартали. Традиційні будинки в аулах Криз і Джек зведені із сирцевої цегли, в аулах Алік і Гапут — із каменю.
Через гірський рельєф будинки з фасадного боку мають два поверхи, а з боку гори — один. Нижній поверх використовується під хлів і господарські приміщення, другий поверх житловий. На другий поверх ведуть сходи, прилаштовані ззовні до будинку. Типовий кризький будинок має 2—3 житлові кімнати, вікна в них розташовані з боку фасаду. Дах плоский, земляний. Опалюється традиційне житло відкритим вогнищем, топлять кізяками.
За даними М. Зейдлиця, чисельність кризів 1886 року становила 7 767 осіб. Перепис 1926 року зафіксував 2 600 кризів. У переписі 1959 року як окремий народ вони не значились і надалі зараховувались до складу азербайджанців. Знову з'явилися кризи окремим рядком у переписі населення Азербайджану 2009 року. Цей перепис зафіксував 4 400 кризів, що проживали в Азербайджані, в їх числі 3 540 осіб у Хачмазькому районі і 778 осіб у Губинському районі.